# Institut für Militärisches Geowesen
Das Institut für Militärisches Geowesen (IMG) in der Direktion 6  / Informations- und Kommunikationstechnologien und Cyber (Dion6 / IKT und Cyber) ist als organisatorisch höchstrangige Realisierung des Österreichischen Militärischen Geowesens die zentrale Ansprechstelle des Bundesministeriums für Landesverteidigung (BMLV), seiner nachgeordneten Dienststellen, aber auch des Österreichischen Staatlichen Krisenmanagements in allen Angelegenheiten des analogen und digitalen geographischen Daten- und Informationsbedarfes.

„Terra semper invicta!
(Das Gelände ist stets unbesiegt!)“

Jede militärische Aktion findet im geographischen Raum statt. Informationen über diesen Raum sind daher die Voraussetzung für jede Art einschlägiger Entscheidungsprozesse. Aufgabe des IMG ist es, diesen Bedarf an geographischen Informationen für alle militärischen Angelegenheiten betreffenden Entscheidungsverfahren zu decken.
Das IMG ist im Amtsgebäude (AG) Stiftgasse General Spannocchi, 1070 Wien (Stiftskaserne), untergebracht. Hier werden von fünf Referaten den Bedarfsträgern innerhalb und außerhalb des Österreichischen Bundesheeres (ÖBH) zur Verfügung gestellt:
- Landkarten (Österreichische Militärkarte, ÖMK), Satellitenbild-, Flieger- und Spezialkarten (analog und digital),
- verschiedene Geodaten für Waffen-, Einsatzführung-, Simulations- und Navigationssysteme,
- interaktive 3D-Geländedarstellungen (u. a. mittels Virtual Reality)
- sowie internationale Militärgeographische Landesbeschreibungen (MLB)

## Geschichte
Das Militärische Geowesen in Österreich kann auf eine lange Tradition zurückblicken:
1839 wurde das k.u.k. Militärgeographische Institut gegründet.
1923 gingen die Agenden zum zivilen Bundesamt für Eich- und Vermessungswesen (BEV) über und 1955 wurde die Militärgeographie im Bundeskanzleramt und schließlich wieder im Verteidigungsministerium, damals noch als Referat, implementiert.
Das heutige IMG wurde am 15. Jänner 1997 als Abteilung der Landesverteidigungsakademie (LVAk) gegründet. Die fachdienstliche Führung wurde in der Zentralstelle des BMLV durch die Abteilung Militärstrategie (MilStrat) wahrgenommen.
Mit Wirkung vom 1. Dezember 2002 wurde das Fachgebiet „Militärisches Geowesen“ zum Rüstungsstab/IKT-Direktion transferiert und das IMG dem Kommando Führungsunterstützung (KdoFüU) eingegliedert. Damit war die fach- und truppendienstliche Einheit wieder gegeben, da der Leiter der IKT-Direktion gleichzeitig der Kommandant des KdoFüU wurde.
Im Jahr 2007 wurde eine Partnerschaft mit dem BEV begründet, um die historisch und bereits lange Jahre bestehende fachliche Zusammenarbeit zu dokumentieren sowie deren Bedeutung für die Zukunft zu betonen.
Seit der Überleitung des KdoFüU zum Führungsunterstützungszentrum (FüUZ) am 1. Jänner 2011 war das IMG dem FüUZ eingegliedert.
Das FüUZ wurde am 1. Jänner 2017 zum Kommando Führungsunterstützung und Cyber Defence, damit wurde das IMG ein Teil des KdoFüU&CD.
Seit 1. April 2019 ist – nach Auflösung des KdoFüU&CD – das IMG Teil des IKT- und Cybersicherheitszentrums bzw. der Dion6 / IKT und Cyber.